# Sommacampagna
Sommacampagna – miejscowość i gmina we Włoszech, w regionie Wenecja Euganejska, w prowincji Werona.
Według danych na rok 2004 gminę zamieszkiwało 12 995 osób, 324,9 os./km².